# Taras Lessjuk
Taras Lessjuk (ukrainisch Тарас Лесюк, englisch Taras Lesiuk; * 21. August 1996 in Tekutsche, Rajon Kossiw, Oblast Iwano-Frankiwsk) ist ein ukrainischer Biathlet. Er startet seit 2019 im Weltcup und wurde 2023 Sommerbiathlonweltmeister im Massenstart.

## Sportliche Laufbahn
Seinen ersten internationalen Wettkampf bestritt Taras Lessjuk im Dezember 2013 im Alter von 17 Jahren bei einem IBU-Cup-Sprint in Obertilliach. Danach trat er erst ab 2015 wieder in Erscheinung, von dort an bestritt der Ukrainer Rennen auf Juniorenebene. Im IBU-Junior-Cup stand Lessjuk Anfang 2017 mit der Staffel erstmals auf dem Podium, im August des Jahres gewann er bei den Juniorenbewerben der Sommerbiathlonweltmeisterschaften Staffelsilber sowie das Verfolgungsrennen, womit er seinen einzigen Sieg auf Juniorenebene feierte. Ab der Saison 2017/18 startete der Ukrainer durchgehend im IBU-Cup und lief schnell zu Ergebnissen unter den besten 30. Zwei Top-15-Resultate im Januar 2019 behalfen Lessjuk zu seinem Weltcupdebüt bei den Überseerennen in Canmore und Soldier Hollow, wobei er in seinem ersten Rennen, dem Kurzeinzel von Canmore, als 32. sofort Weltcuppunkte einfuhr. Auch das Staffelrennen am Folgetag bestritt er und lief mit Artem Pryma, Serhij Semenow und Dmytro Pidrutschnyj trotz einer Strafrunde auf den siebten Rang.
Seine ersten Top-10-Platzierungen im IBU-Cup erzielte Taras Lessjuk am Ende der Saison 2019/20, im Folgewinter lief er am Arber mit der Staffel erstmals auf das Podest und verbesserte sein Einzelergebnis in Obertilliach zu Rang fünf. 2021/22 war der Ukrainer anfangs wieder Teil des Weltcupaufgebots und erreichte bei den Wettkämpfen von Le Grand-Bornand erstmals ein Verfolgungsrennen auf der höchsten Ebene. Weiterhin lief er im Einzelrennen der Europameisterschaften 2022 auf den sechsten Rang. Zu Beginn des Winters 2022/23 punktete Lessjuk in Einzel, Sprint und Verfolgung von Kontiolahti jeweils einmal, da er dreimal in Folge exakt den 40. Rang erzielte. Sein bestes Saisonresultat im Weltcup erzielte er im Einzel von Ruhpolding als 29., wurde aber mit den Europameisterschaften in den IBU-Cup versetzt, wo er am Ende des Winters einen zehnten Rang im Sprint erreichen konnte. Seinen bisher größten Erfolg feierte der Ukrainer aber Ende August 2023, als er dank fehlerfreiem Schießen den Massenstart im Rahmen der Sommerbiathlon-WM gewinnen konnte und damit seine erste internationale Medaille auf Seniorenebene feierte.
Der Winter 2023/24 verlief daraufhin nicht wirklich erfolgreich. Lessjuk gewann lediglich ein einziges Mal, beim Einzel in Oslo, Weltcuppunkte,  wurde daher kurzzeitig auch im IBU-Cup eingesetzt und konnte auch bei Welt- und Europameisterschaften nicht überzeugen. Die Saison 2024/25 startete er wieder auf der zweiten Rennebene und lief mehrfach unter die besten 20, nach dem Jahreswechsel ergatterte er dann in Oberhof in Sprint und Verfolgung Weltcuppunkte. Mit der Staffel erzielte der Ukrainer im Saisonverlauf drei Top-8-Platzierungen.

## Persönliches
Lessjuk lebt in Tschernihiw.

## Statistiken

### Weltcupplatzierungen
Die Tabelle zeigt alle Platzierungen (je nach Austragungsjahr einschließlich Olympische Spiele und Weltmeisterschaften).
- 1.–3. Platz: Anzahl der Podiumsplatzierungen
- Top 10: Anzahl der Platzierungen unter den ersten zehn (einschließlich Podium)
- Punkteränge: Anzahl der Platzierungen innerhalb der Punkteränge (einschließlich Podium und Top 10)
- Starts: Anzahl gelaufener Rennen in der jeweiligen Disziplin
- Staffel: inklusive Mixed- und Single-Mixed-Staffeln

| Platzierung               | Einzel | Sprint | Verfolgung | Massenstart | Staffel | Gesamt |
| ------------------------- | ------ | ------ | ---------- | ----------- | ------- | ------ |
| 1. Platz                  |        |        |            |             |         |        |
| 2. Platz                  |        |        |            |             |         |        |
| 3. Platz                  |        |        |            |             |         |        |
| Top 10                    |        |        |            |             | 3       | 3      |
| Punkteränge               | 4      | 2      | 2          |             | 8       | 16     |
| Starts                    | 8      | 20     | 6          |             | 8       | 42     |
| Stand: Saisonende 2024/25 |        |        |            |             |         |        |

### Weltcupwertungen
Ergebnisse bei Weltcups (Disziplinen- und Gesamtweltcup) gemäß Punktesystem.
| Saison  | Einzel | Einzel | Sprint | Sprint | Verfolgung | Verfolgung | Massenstart | Massenstart | Gesamt | Gesamt |
| Saison  | Platz  | Punkte | Platz  | Punkte | Platz      | Punkte     | Platz       | Punkte      | Platz  | Punkte |
| ------- | ------ | ------ | ------ | ------ | ---------- | ---------- | ----------- | ----------- | ------ | ------ |
| 2018/19 | 61.    | 9      | –      | –      | –          | –          | –           | –           | 93.    | 9      |
| 2022/23 | 50.    | 13     | 84.    | 1      | 75.        | 1          | –           | –           | 78.    | 15     |
| 2023/24 | 56.    | 8      | –      | –      | –          | –          | –           | –           | 80.    | 8      |
| 2024/25 | –      | –      | 71.    | 7      | 69.        | 4          | –           | –           | 74.    | 11     |

### Biathlon-Weltmeisterschaften
Ergebnisse bei den Weltmeisterschaften:
| Weltmeisterschaften | Weltmeisterschaften | Einzelwettbewerbe | Einzelwettbewerbe | Einzelwettbewerbe | Einzelwettbewerbe | Staffelwettbewerbe | Staffelwettbewerbe | Staffelwettbewerbe |
| Jahr                | Ort                 | Einzel            | Sprint            | Verfolgung        | Massenstart       | Herrenstaffel      | Mixedstaffel       | S.-M.-Staffel      |
| ------------------- | ------------------- | ----------------- | ----------------- | ----------------- | ----------------- | ------------------ | ------------------ | ------------------ |
| 2024                | Nové Město          | 73.               | 67.               | –                 | –                 | –                  | –                  | –                  |
| 2025                | Lenzerheide         | –                 | 65.               | –                 | –                 | 8.                 | –                  | –                  |

### Juniorenweltmeisterschaften
Ergebnisse bei den Juniorenweltmeisterschaften:
| Weltmeisterschaften | Weltmeisterschaften | Einzelwettbewerbe | Einzelwettbewerbe | Einzelwettbewerbe | Herrenstaffel |
| Jahr                | Ort                 | Einzel            | Sprint            | Verfolgung        | Herrenstaffel |
| ------------------- | ------------------- | ----------------- | ----------------- | ----------------- | ------------- |
| 2017                | Osrblie             | 57.               | 25.               | 30.               | 6.            |